# 勞氏鱷科
勞氏鱷科（Rauisuchidae）是群大型主龍類掠食動物，身長可達6公尺以上，主要生存在三疊紀中晚期的岡瓦納大陸西南部，是副鳄形类的較衍化物種。目前對於哪些屬到底該列入迅猛鱷科、勞氏鱷科，或者是需要再成立獨立的科，仍有爭論。如果斯基泰鱷（Scythosuchus）、齊馬鱷（Tsylmosuchus）也屬於勞氏鱷科，勞氏鱷科的生存時代將提早到三疊紀早期。
J. Michael Parrish在1993年對於鱷型踝關節類（Crocodylotarsi）的親緣分支分類法研究裡，勞氏鱷科包括了：芙蓉龍、法索拉鱷（Fasolasuchus）、勞氏鱷、以及撕蛙鱷（Batrachotomus）。然而根據大衛·高爾（David Gower）在2002年的研究，撕蛙鱷實際上跟迅猛鱷科關係較近。生存於中國、缺乏牙齒的芙蓉龍，近年被改歸類於梳棘龍科，梳棘龍科有者類似異齒龍的背帆。
巨齒龍過去曾歸類於波波龍科，現在為勞氏鱷科。也有主張認為習慣上被分類到波波龍科的波斯特鱷，實際上屬於勞氏鱷科。其他屬如七鱷（Heptasuchus）、提基鱷（Tikisuchus）也被列入本科。
在2005年，保羅·塞里諾（Paul Sereno）將勞氏鱷科演化支定義為：包括勞氏鱷，但不包含堅蜥、迅猛鱷、波波龍、尼羅鱷在內的最大的演化支。

## 外部連結
- Taxon Search - 勞氏鱷科
- 勞氏鱷科 - Mikko's Phylogeny Archive網站
- 波斯特鱷/勞氏鱷 （页面存档备份，存于） - Dinosaur Mailing List archives論壇
- 勞氏鱷科 （页面存档备份，存于） - Dinosaur Mailing List archives論壇